# Casa Faena
Pour les articles homonymes, voir Faena.
La Casa Faena est un hôtel américain situé à Miami Beach, en Floride. Construit en 1928 selon les plans de Martin L. Hampton, il est membre des Historic Hotels of America depuis 2015.